# Wielbłąd (Podzamcze)

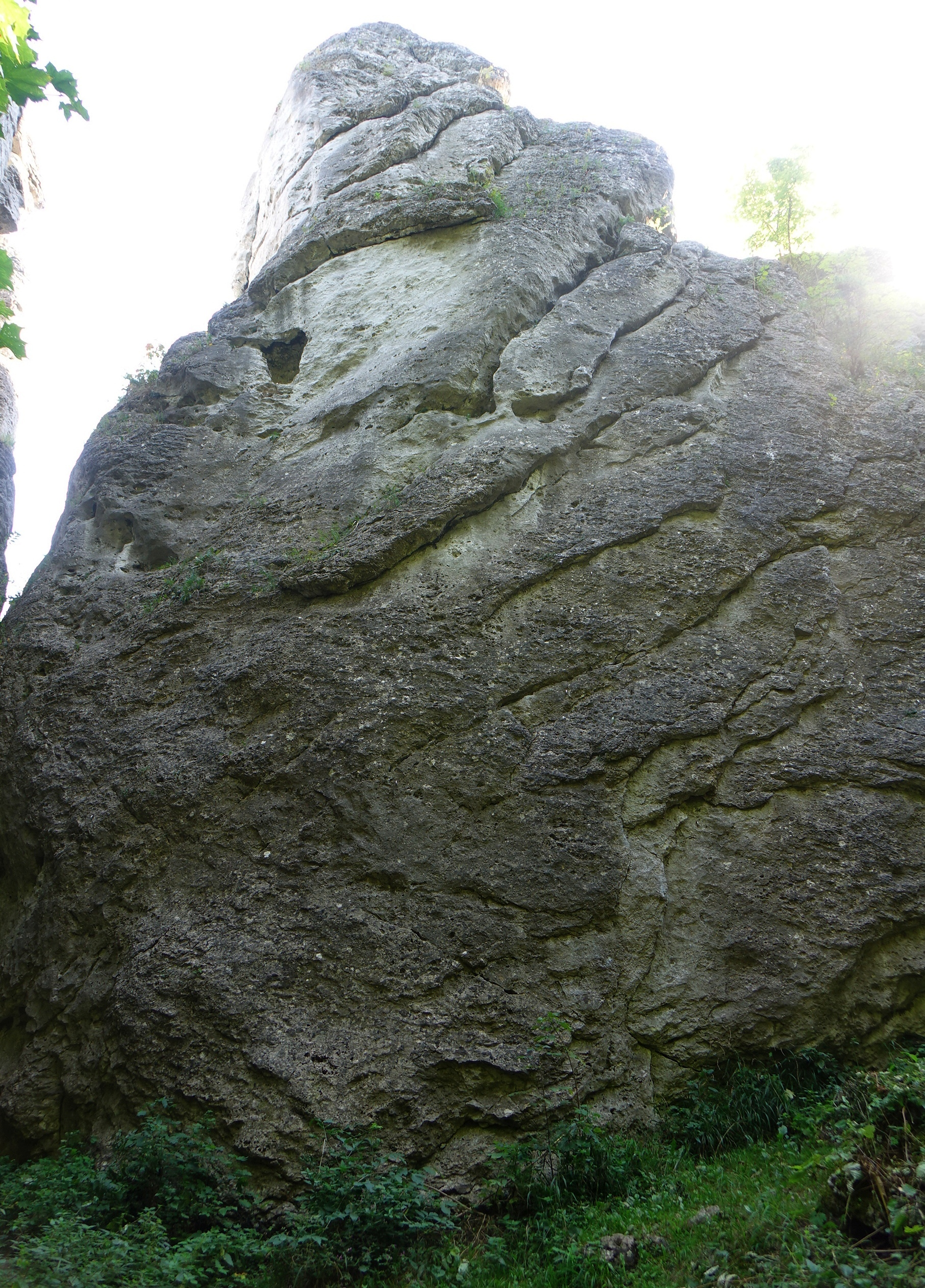
Północno-wschodnia ściana Wielbłąda

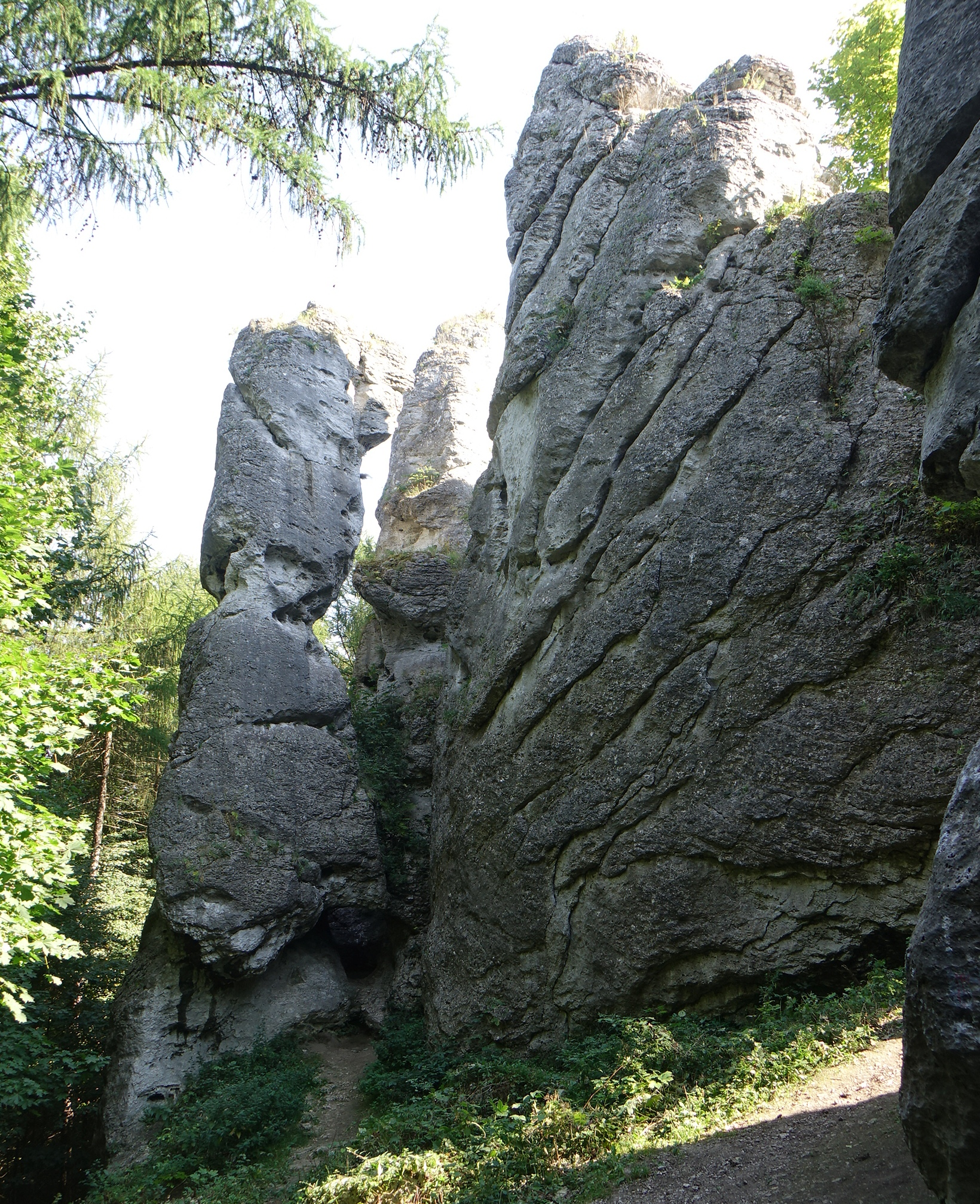
Demon, Wielbłąd i Mała Cima od południowego zachodu

Wielbłąd – grupa skał w miejscowości Podzamcze w województwie śląskim, w powiecie zawierciańskim, w gminie Ogrodzieniec. Są to ostatnie na wschód skały w zwartym skalnym murze skał odbiegających na północny wschód od hotelu na Górze Janowskiego. Znajdują się na Wyżynie Częstochowskiej wchodzącej w skład Wyżyny Krakowsko-Częstochowskiej, a Góra Janowskiego jest najwyższym wzniesieniem Wyżyny Krakowsko-Częstochowskiej.
Wielbłąd znajduje się w lesie. Jest to kilka położonych obok siebie i stykających się z sobą skał. Zbudowane są z twardych wapieni skalistych i opadają połogimi i pionowymi lub przewieszonymi ścianami o wysokości 11–20 m. Są w nich takie formacje skalne jak: filar, zacięcie, komin, a u podstawy niewielkie schroniska pochodzenia krasowego.

## Drogi wspinaczkowe
Wspinacze skalni zaliczają Wielbłąda do rejonu Cim i wyróżniają w nim następujące turnie: Soczewka, Demon, Wielbłąd I, Wielbłąd II, Wielbłąd III, Wielbłąd IV. Na ich ścianach jest 25 dróg wspinaczkowych o trudności IV do VI.7 w skali Kurtyki. Niektóre z tych dróg należą więc do ekstremalnie trudnych. Mają ekspozycję zachodnią, północno-zachodnią, północną i wschodnią. Niemal wszystkie mają zamontowane stałe punkty asekuracyjne: ringi (r) i stanowisko zjazdowe (st). Wśród wspinaczy skalnych Wielbłąd cieszy się dużą popularnością.
Wielbłąd I
1. Filar Demona; V, 20 m
2. Wizja; 7r + st, VI.2+, 19 m
3. Godzina W; 9r + st, VI.1+, 19 m

Wielbłąd II
1. Wschodni filar; V, 20 m
2. Szelmostwa niegrzecznej dziewczynki; 9r + st, VI.1+, 20 m
3. Klub Paradise; 8r + st, VI.2+/3, 20 m
4. Free Pussy Riot; 9r + st, VI.2, 20 m
5. Zapomniany filarek; 5r + st, VI, 20 m

Wielbłąd III
1. Zapomniany filarek; 6r + st, VI, 20 m
2. Belladonna; 6r + st, VI.2, 18 m
3. Wejściowa na Demona; IV, 18 m

Wielbłąd IV
1. Brytyjska flegma; 8r + st, VI.3, 18 m
2. Chwila wolności; 6r + st, VI.2+, 18 m
3. Czokoloko; 7r + st, VI+, 18 m
4. Szczawik zajęczy; 5r + st, VI+, 15 m[3].

W skałach Wielbłąda znajdują się trzy schroniska: Schronisko Górne obok Ruin Zamku w Ogrodzieńcu, Schronisko obok Ruin Zamku w Ogrodzieńcu Pierwsze i Schronisko obok Ruin Zamku w Ogrodzieńcu Czwarte.
Obok Wielbłąda biegnie czerwono znakowana ścieżka Szlaku Orlich Gniazd.